# (16043) Yichenzhang
(16043) Yichenzhang est un astéroïde de la ceinture principale.

## Description
(16043) Yichenzhang est un astéroïde de la ceinture principale. Il fut découvert le 6 avril 1999 à Socorro (Nouveau-Mexique) par le projet LINEAR. Il présente une orbite caractérisée par un demi-grand axe de 2,27 UA, une excentricité de 0,10 et une inclinaison de 6,6° par rapport à l'écliptique.

## Compléments